# Bourg-Neuf (Blois)
Le Bourg-Neuf est un quartier historique de la ville de Blois, qui correspond aujourd'hui à la partie nord du centre-ville, dans la ville haute et autour de l'actuelle rue du Bourg-Neuf.

## Géographie
Le quartier s'est développé sur la rive droite de la Loire et en haut du coteau creusé par l'Arrou.
Le Bourg-Neuf se trouve au nord de Bourg-Moyen et à l'ouest du Haut-Bourg et du Puits-Châtel.
| Zone Industrielle de Blois-Nord | L'Île Saint-Lazare | Quartier des Provinces |
| Hautes-Granges                  | Bourg-Neuf         | Haut-Bourg             |
| Basses-Granges                  | Bourg-Moyen        | Puits-Châtel           |

## Histoire

### Moyen Âge
En 1154, la paroisse Saint-Honoré est construite, en lieu et place d'un premier sanctuaire apparu au VIIe siècle mais dont les historiens ont peu de traces.
Dans les années 90 du XIIe siècle, un bourg se forme en dehors du mur d'enceinte de la ville : c'est le début du Bourg-Neuf.

### Temps modernes
Le quartier s'ouvre peu à peu à partir de la Révolution. Les remparts, qui séparaient jusqu'alors le Bourg-Neuf et le Haut-Bourg, sont démantelés dès 1789 ; n'en subsistent aujourd'hui que la tour Beauvoir et la tour des Cordeliers. La paroisse Saint-Honoré est elle aussi détruite en 1792 par les Révolutionnaires, laissant place à l'actuelle place Saint-Honoré.
Au début du XXe siècle, la rue du Bourg-Neuf est parcourue par les lignes ➍ et ➎ du tramway électrique de Blois (TEB).

## Monuments

### Monuments existant encore
- Cité scolaire Robert-Badinter,
- Maison dite « Buvette de la Renaissance » (XVe siècle).

### Monuments aujourd’hui disparus
- Église Saint-Honoré (détruite en 1792),
- Prieuré Saint-Lazare et hospice Lunier (désaffecté en 1943 au profit du lycée Augustin-Thierry / lycée Robert-Badinter).